# Cosmophasis

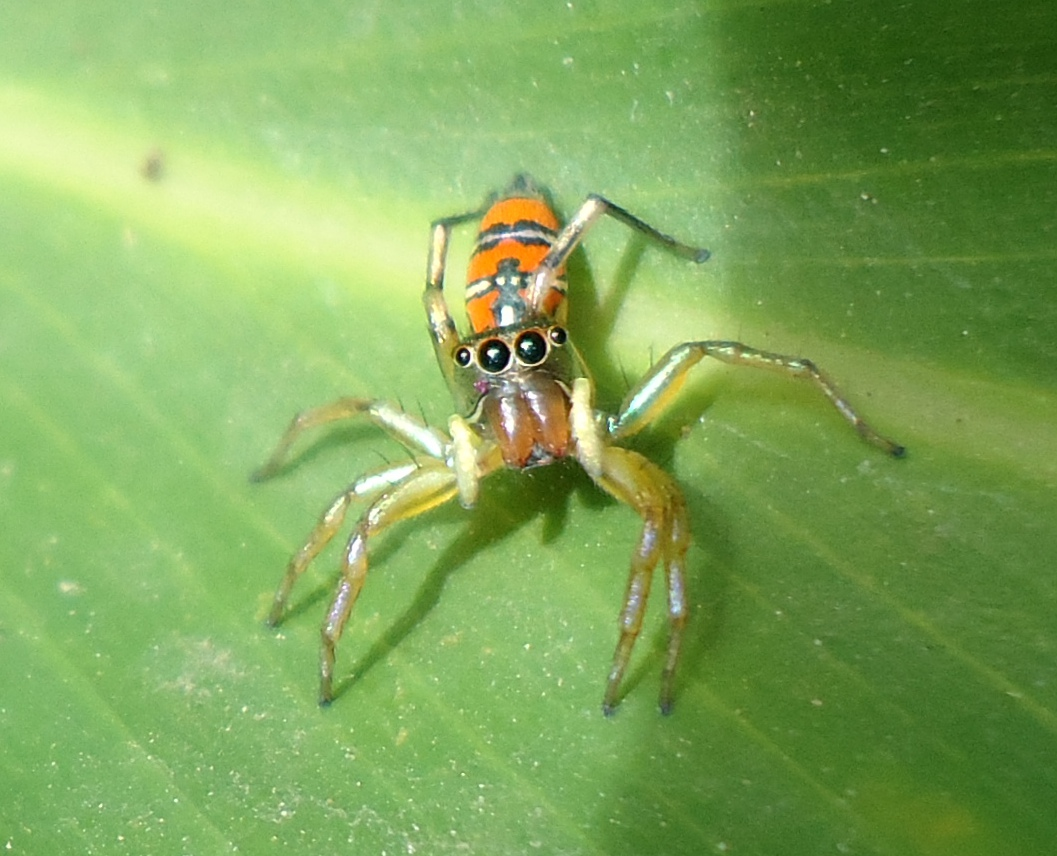
Nieoznaczony przedstawiciel rodzaju z Filipin

Cosmophasis – rodzaj pająków z rodziny skakunowatych.

## Rozprzestrzenienie
Większość z nich występuje w południowo-wschodniej części Azji i w Australii, a niektóre również w Afryce.

## Gatunki
Do rodzaju tego należy 59 dotychczas opisnych gatunków:

- Cosmophasis albipes Berland & Millot, 1941
- Cosmophasis albomaculata Schenkel, 1944
- Cosmophasis arborea Berry, Beatty & Prószyński, 1997
- Cosmophasis baehrae Zabka & Waldock, 2012
- Cosmophasis banika Zabka & Waldock, 2012
- Cosmophasis bitaeniata Keyserling, 1882
- Cosmophasis caerulea Simon, 1901
- Cosmophasis chlorophthalma Simon, 1898
- Cosmophasis chopardi Berland & Millot, 1941
- Cosmophasis colemani Zabka & Waldock, 2012
- Cosmophasis cornuti Zabka & Waldock, 2012
- Cosmophasis cypria Thorell, 1890
- Cosmophasis darwini Zabka & Waldock, 2012
- Cosmophasis depilata Caporiacco, 1940
- Cosmophasis estrellaensis Barrion & Litsinger, 1995
- Cosmophasis fazanica Caporiacco, 1936
- Cosmophasis gemmans Thorell, 1890
- Cosmophasis harveyi Zabka & Waldock, 2012
- Cosmophasis hortoni Zabka & Waldock, 2012
- Cosmophasis humphreysi Zabka & Waldock, 2012
- Cosmophasis kairiru Zabka & Waldock, 2012
- Cosmophasis kohi Zabka & Waldock, 2012
- Cosmophasis lami Berry, Beatty & Prószyński, 1997
- Cosmophasis laticlavia Thorell, 1892
- Cosmophasis longiventris Simon, 1903
- Cosmophasis lucidiventris Simon, 1910
- Cosmophasis lungga Zabka & Waldock, 2012
- Cosmophasis maculiventris Strand, 1911
- Cosmophasis masarangi Merian, 1911
- Cosmophasis micans L. Koch, 1880
- Cosmophasis micarioides L. Koch, 1880
- Cosmophasis miniaceomicans Simon, 1888
- Cosmophasis modesta L. Koch, 1880
- Cosmophasis monacha Thorell, 1881
- Cosmophasis motmot Zabka & Waldock, 2012
- Cosmophasis muralis Berry, Beatty & Prószyński, 1997
- Cosmophasis nigrocyanea Simon, 1885
- Cosmophasis obscura Keyserling, 1882
- Cosmophasis olorina Simon, 1901
- Cosmophasis orsimoides Strand, 1911
- Cosmophasis panjangensis Zabka & Waldock, 2012
- Cosmophasis parangpilota Barrion & Litsinger, 1995
- Cosmophasis psittacina Thorell, 1887
- Cosmophasis pulchella Caporiacco, 1947
- Cosmophasis quadricincta Simon, 1885
- Cosmophasis rakata Zabka & Waldock, 2012
- Cosmophasis risbeci Berland, 1938
- Cosmophasis sertungensis Zabka & Waldock, 2012
- Cosmophasis squamata Kulczyński, 1910
- Cosmophasis strandi Caporiacco, 1947
- Cosmophasis tavurvur Zabka & Waldock, 2012
- Cosmophasis thalassina C. L. Koch, 1846
- Cosmophasis tricincta Simon, 1910
- Cosmophasis trioipina Barrion & Litsinger, 1995
- Cosmophasis tristriatus (L. Koch, 1880)
- Cosmophasis trobriand Zabka & Waldock, 2012
- Cosmophasis umbratica Simon, 1903
- Cosmophasis viridifasciata Doleschall, 1859
- Cosmophasis weyersi Simon, 1899